# FC Sankt Gallen
FC Sankt Gallen – szwajcarski klub piłkarski z siedzibą w St. Gallen, założony 19 kwietnia 1879, będący najstarszym istniejącym klubem piłkarskim w kontynentalnej części Europy.

## Osiągnięcia
- Mistrzostwo Szwajcarii: 1903/04, 1999/2000
- Puchar Szwajcarii: 1968/69
- Puchar Ligi Szwajcarskiej: 1977/78

## Europejskie puchary
Legenda do wszystkich tabel:
- Q – runda eliminacyjna, 1/16, 1/8, 1/4, 1/2 – odpowiednia faza rozgrywek, Grupa – runda grupowa, 1r gr – pierwsza runda grupowa, 2r gr – druga runda grupowa, F – finał, R – runda, PO – play-off
- k. – rzuty karne, los. – losowanie, Dogr. – dogrywka, w. – zasada bramek strzelonych na wyjeździe

| Sezon   | Rozgrywki        | Runda       | Przeciwnik       | Dom     | Wyjazd  | Ogólnie     |
| ------- | ---------------- | ----------- | ---------------- | ------- | ------- | ----------- |
| 2000/01 | Liga Mistrzów    | 3Q          | Galatasaray SK   | 1–2     | 2–2     | 3–4         |
| 2000/01 | Puchar UEFA      | 1R          | Chelsea          | 2–0     | 0–1     | 2–1         |
| 2000/01 | Puchar UEFA      | 2R          | Club Brugge      | 1–1     | 1–2     | 2–3         |
| 2001/02 | Puchar UEFA      | Q           | Pelister         | 2–3     | 2–0     | 4–3         |
| 2001/02 | Puchar UEFA      | 1R          | Steaua Bukareszt | 2–1     | 1–1     | 3–2         |
| 2001/02 | Puchar UEFA      | 2R          | SC Freiburg      | 1–4     | 1–0     | 2–4         |
| 2002    | Puchar Intertoto | 1R          | B68 Toftir       | 5–1     | 6–0     | 11–1        |
| 2002    | Puchar Intertoto | 2R          | Willem II        | 1–1     | 0–1     | 1–2, Dogr.  |
| 2007    | Puchar Intertoto | 2R          | Dacia Kiszyniów  | 0–1     | 1–0     | 1–1, k: 0–3 |
| 2013/14 | Liga Europy      | PO          | Spartak Moskwa   | 1–1     | 4–2     | 5–3         |
| 2013/14 | Liga Europy      | Grupa A     | Valencia CF      | 2–3     | 1–5     | 4. miejsce  |
| 2013/14 | Liga Europy      | Grupa A     | Swansea City     | 1–0     | 0–1     | 4. miejsce  |
| 2013/14 | Liga Europy      | Grupa A     | Kubań Krasnodar  | 2–0     | 0–4     | 4. miejsce  |
| 2018/19 | Liga Europy      | 2Q          | Sarpsborg 08     | 2–1     | 0–1     | 2–2, w.     |
| 2020/21 | Liga Europy      | 3Q          | AEK Ateny        | 0–1 (D) | 0–1 (D) | 0–1 (D)     |
| 2024/25 | Liga Konferencji | 2Q          | Toboł Kustanaj   | 4–1     | 1–0     | 5–1         |
| 2024/25 | Liga Konferencji | 3Q          | Śląsk Wrocław    | 2–0     | 2–3     | 4–3         |
| 2024/25 | Liga Konferencji | PO          | Trabzonspor      | 0–0     | 1–1     | 1–1, k: 5–4 |
| 2024/25 | Liga Konferencji | Faza ligowa | ACF Fiorentina   | 2–4 (D) | 2–4 (D) | 29. miejsce |
| 2024/25 | Liga Konferencji | Faza ligowa | Heidenheim       | 1–1 (W) | 1–1 (W) | 29. miejsce |
| 2024/25 | Liga Konferencji | Faza ligowa | Vitória SC       | 1–4 (D) | 1–4 (D) | 29. miejsce |
| 2024/25 | Liga Konferencji | Faza ligowa | Cercle Brugge    | 2–6 (W) | 2–6 (W) | 29. miejsce |
| 2024/25 | Liga Konferencji | Faza ligowa | TSC Bačka Topola | 2–2 (D) | 2–2 (D) | 29. miejsce |
| 2024/25 | Liga Konferencji | Faza ligowa | Larne            | 2–1 (W) | 2–1 (W) | 29. miejsce |

## Obecny skład
Stan na 28 lutego 2021
| Nr | Poz. | Piłkarz                                             |
| -- | ---- | --------------------------------------------------- |
| 1  | BR   | Lawrence Ati-Zigi                                   |
| 3  | OB   | Musah Nuhu                                          |
| 4  | OB   | Leonidas Stergiou                                   |
| 6  | PO   | Basil Stillhart                                     |
| 7  | NA   | Chukwubuike Adamu (wypożyczony z Red Bull Salzburg) |
| 8  | PO   | Jordi Quintillà (kapitan)                           |
| 9  | NA   | Jérémy Guillemenot                                  |
| 10 | PO   | Víctor Ruiz                                         |
| 15 | OB   | Euclides Cabral                                     |
| 16 | PO   | Lukas Görtler                                       |
| 18 | BR   | Lukas Watkowiak                                     |
| 19 | NA   | Lorenzo González                                    |
| 20 | NA   | Élie Youan (wypożyczony z FC Nantes)                |
| 21 | OB   | Miro Muheim                                         |

| Nr | Poz. | Piłkarz                                           |
| -- | ---- | ------------------------------------------------- |
| 22 | OB   | Adonis Ajeti                                      |
| 23 | OB   | Betim Fazliji                                     |
| 24 | PO   | Kwadwo Duah                                       |
| 25 | NA   | Boubacar Traorè                                   |
| 26 | PO   | Tim Staubli                                       |
| 27 | NA   | Fabio Solimando                                   |
| 29 | OB   | Alessandro Kräuchi                                |
| 34 | NA   | Boris Babic                                       |
| 40 | BR   | Nico Strübi                                       |
| 50 | OB   | Nicolas Lüchinger                                 |
| 52 | NA   | Angelo Campos                                     |
| 53 | BR   | Armin Abaz                                        |
| 55 | PO   | Salifou Diarrassouba (wypożyczony z ASEC Mimosas) |
| 98 | OB   | Yannis Letard                                     |

### Piłkarze na wypożyczeniu
| Nr | Poz. | Piłkarz                                                |
| -- | ---- | ------------------------------------------------------ |
|    | NA   | Florian Kamberi (wypożyczony do Aberdeen)              |
|    | OB   | Vincent Rüfli (wypożyczony do FC Stade Lausanne Ouchy) |